# Pentium II-M
Il Pentium II-M è stato il secondo processore Intel pensato per l'utilizzo nei computer portatili e venne presentato il 2 aprile 1998 come successore del Mobile Pentium MMX. A quei tempi le CPU utilizzate adattate all'uso nei sistemi mobile non erano ancora specificatamente progettate per questo scopo (cosa che è avvenuta solo a partire dal 2003 con il Pentium M) ma si limitavano ad alcuni affinamenti progettuali delle versioni desktop (in questo caso il Pentium II) al fine di ridurne il consumo e poter quindi contribuire al contenimento dei consumi e quindi alla maggior durata delle batterie utilizzate in questo tipo di sistemi.

## Caratteristiche tecniche
Vennero presentati solo 3 modelli di Pentium II-M tutti basati su unico core, conosciuto come Tonga. Tale versione mobile si differenziava dal "fratello maggiore" pensato per il settore desktop principalmente per il voltaggio di alimentazione ridotto e consumi più contenuti, oltre alla caratteristica di essere commercializzato direttamente saldato su un "modulo" chiamato MMC-1, il quale conteneva oltre al core vero e proprio del processore, anche la cache L2 pari a 512 KB.

## Modelli
La tabella seguente mostra i modelli di Pentium II-M arrivati sul mercato. Molti di questi condividono caratteristiche comuni pur essendo basati su core diversi; per questo motivo, allo scopo di rendere maggiormente evidente tali affinità e "alleggerire" la visualizzazione alcune colonne mostrano un valore comune a più righe. Di seguito anche una legenda dei termini (alcuni abbreviati) usati per l'intestazione delle colonne:
- Nome Commerciale: si intende il nome con cui è stato immesso in commercio quel particolare esemplare.
- Data: si intende la data di immissione sul mercato di quel particolare esemplare.
- Socket: lo zoccolo della scheda madre in cui viene inserito il processore. In questo caso il numero rappresenta oltre al nome anche il numero dei pin di contatto.
- Clock: la frequenza di funzionamento del processore.
- Molt.: sta per "Moltiplicatore" ovvero il fattore di moltiplicazione per il quale bisogna moltiplicare la frequenza di bus per ottenere la frequenza del processore.
- Pr.Prod.: sta per "Processo produttivo" e indica tipicamente la dimensione dei gate dei transistors (180 nm, 130 nm, 90 nm) e il numero di transistor integrati nel processore espresso in milioni.
- Voltag.: sta per "Voltaggio" e indica la tensione di alimentazione del processore.
- Watt: si intende il consumo massimo di quel particolare esemplare.
- Bus: frequenza del bus di sistema.
- Cache: dimensione delle cache di 1º e 2º livello.
- XD: sta per "XD-bit" e indica l'implementazione della tecnologia di sicurezza che evita l'esecuzione di codice malevolo sul computer.
- 64: sta per "EM64T" e indica l'implementazione della tecnologia a 64 bit di Intel.
- HT: sta per "Hyper-Threading" e indica l'implementazione della esclusiva tecnologia Intel che consente al sistema operativo di vedere 2 core logici.
- ST: sta per "SpeedStep Technology" ovvero la tecnologia di risparmio energetico sviluppata da Intel e inserita negli ultimi Pentium 4 Prescott serie 6xx per contenere il consumo massimo.
- VT: sta per "Vanderpool Technology", la tecnologia di virtualizzazione che rende possibile l'esecuzione simultanea di più sistemi operativi differenti contemporaneamente.
- Core: si intende il nome in codice del progetto alla base di quel particolare esemplare.

| Nome Commerciale     | Data       | Socket      | Clock   | Molt. | Pr.Prod.        | Voltag. | Watt   | Bus    | Cache                   | XD | 64 | HT | ST | VT | Core  |
| -------------------- | ---------- | ----------- | ------- | ----- | --------------- | ------- | ------ | ------ | ----------------------- | -- | -- | -- | -- | -- | ----- |
| Pentium II-M 233 MHz | 2/apr/1998 | MMC-1 (615) | 233 MHz | 3,5x  | 250 nm 7,5 mil. | 1,6 V   | 9 W    | 66 MHz | L1=32KB L2=512KB L3=0MB | No | No | No | No | No | Tonga |
| Pentium II-M 266 MHz | 2/apr/1998 | MMC-1 (615) | 266 MHz | 4x    | 250 nm 7,5 mil. | 1,6 V   | 10,3 W | 66 MHz | L1=32KB L2=512KB L3=0MB | No | No | No | No | No | Tonga |
| Pentium II-M 300 MHz | 9/set/1998 | MMC-1 (615) | 300 MHz | 4,5x  | 250 nm 7,5 mil. | 1,6 V   | 11,6 W | 66 MHz | L1=32KB L2=512KB L3=0MB | No | No | No | No | No | Tonga |

## Il successore
Il Pentium II-M ha avuto una vita relativamente breve: agli inizi del 1999, Intel ha ricavato un altro processore mobile dal Pentium II, ma l'ha chiamato commercialmente Mobile Pentium II PE ed era basato sul core Dixon.